# Incontri internazionali di rugby a 15 di metà anno 1985
A metà anno è tradizione che le selezioni di "rugby a 15", europee in particolare, ma non solo, si rechino fuori dall'Europa o nell'emisfero sud per alcuni test. Si disputano però anche molti incontri tra nazionali dello stesso emisfero Sud.
- -  Irlanda in Giappone: nel 1985, la nazionale irlandese si reca in tour in Giappone. Sarà un tour zeppo di facili successi.

| Osaka 26 maggio 1985 | Giappone | 13 – 48 | Irlanda XV | Hanazono |

| Tokyo 2 giugno 1985 | Giappone | 15 – 33 | Irlanda XV | Chichibu |

- -  Inghilterra in Nuova Zelanda: terminata la stagione in patria, la nazionale inglese si reca in tour in Nuova Zelanda. Niente da fare nei due test contro gli All Blacks: dopo una sconfitta di misura, subiscono un pesante rovescio nel secondo match.

| Christchurch 1º giugno 1985 | Nuova Zelanda | 18 – 13 | Inghilterra |  |

| Wellington 8 giugno 1985 | Nuova Zelanda | 42 – 15 | Inghilterra | Athletic Ground |

- -    Francia in Sud America: i francesi si recano in tour in Sudamerica. A fronte di facili successi con Brasile e Uruguay, ottengono un successo e una sconfitta contro i “Pumas” argentini guidati da Hugo Porta

| Rio de Janeiro 5 giugno 1985 | Brasile | 6 – 41 | Francia XV |  |

| Buenos Aires 22 giugno 1985 | Argentina | 24 – 16 | Francia | Etcheverry |

| Buenos Aires 29 giugno 1985 | Argentina | 15 – 23 | Francia | Etcheverry |

| Montevideo 30 giugno 1985 | Uruguay | 6 – 34 | Francia XV |  |

- -  Canada in Australia: ben due test ufficiali per i canadesi contro i Wallabies, con due pesanti sconfitte (9-53) (15-43)

| giugno 1985 | Queensland Country | 6 – 13 | Canada XV |  |

| Sydney 15 giugno 1985 | Australia | 59 – 3 | Canada | (Cricket ground) |

| Brisbane 23 giugno 1985 | Australia | 43 – 15 | Canada | (Ballymore Stadium) |

- -  Figi in Australia: tour di dieci partite con due test match entrambi persi contro i "Wallabies":

| Brisbane 10 agosto 1985 | Australia | 52 – 28 | Figi | (Ballymore Stadium) |

| Sydney 17 agosto 1985 | Australia | 31 – 9 | Figi | (Cricket ground) |

## Altri test
| Heidelberg 31 marzo 1985 | Germania Ovest | 30 – 12 | Svizzera |  |

| Hilversum 20 aprile 1985 | Paesi Bassi B | 19 – 12 | Svizzera |  |

| Tokyo 21 aprile 1985 | Giappone | 15 – 16 | Stati Uniti | (Chichibu) |

| Malmö 27 aprile 1985 | Svezia | 16 – 0 | Danimarca |  |

| Nairobi 1º maggio 1985 | Zimbabwe XV | 15 – 13 | Kenya XV |  |

| Copenaghen 5 maggio 1985 | Danimarca | 4 – 21 | Germania Ovest |  |

| Apia 8 giugno 1985 | Taumasaga | 0 – 47 | Figi XV |  |